# ジャハーナーラー・ベーグム
ジャハーナーラー・ベーグム（ペルシア語：جهانآرا بیگم, Jahanara Begum, 1614年4月2日 - 1681年9月16日）は、北インド、ムガル帝国の第5代皇帝シャー・ジャハーンの次女（長女としても扱われる）。母はムムターズ・マハル。

## 生涯
1614年4月2日、ムガル帝国の皇帝シャー・ジャハーンとその妃ムムターズ・マハルとの間に生まれた。
美貌で知られた皇女で、両親の寵愛を受けた。父シャー・ジャハーンの相談相手であった彼女は、父とともに弟アウラングゼーブに幽閉されてからは、父の世話に努めた。また、母ムムターズ・マハルの遺産は子供たちで分けられたが、彼女の取り分はその半分、と最大の相続人でもあった。父の死後は弟と和解し、弟によって女性の最高位に遇された。
1681年9月16日、ジャハーナーラー・ベーグムはデリーで死亡した。彼女の遺体はデリーのニザームッディーン廟に埋葬された。